# Eupithecia behrensata
Eupithecia behrensata là một loài bướm đêm trong họ Geometridae.